# Molophilus (Molophilus) horridus
Molophilus (Molophilus) horridus is een tweevleugelige uit de familie steltmuggen (Limoniidae). De soort komt voor in het Australaziatisch gebied.